# 中村光男 (建築家)
中村 光男（なかむら みつお、1941年7月2日 - 2020年8月13日）は、日本の建築家。元株式会社日建設計代表取締役社長。東京都生まれ。

## 略歴
1965年、千葉大学工学部建築学科卒業。1967年、東京藝術大学大学院美術研究科建築設計専攻修士課程修了。1967年、日建設計工務株式会社（現・株式会社日建設計）に入社し、東京事務所勤務。1991年に同社取締役・東京スタジオ所長就任。1995年に常務取締役・名古屋事務所長。1999年に専務取締役・東京本社代表。2000年に副社長、2004年、日建設計代表取締役社長。
2020年8月13日、膵臓癌のため死去。79歳没。

## 代表作品
- 晴海アイランドトリトンスクエア - 東京都中央区晴海 / 2001年。BCS賞特別賞（2002年）／日本都市計画学会賞計画設計奨励賞（2001年）2003年　都市景観大賞
- さいたまスーパーアリーナ - 埼玉県さいたま市 / 2000年。日本建築学会作品選集2002、2001年グッドデザイン賞、日本サインデザイン賞、2001年ビジネスウィーク／アーキテクチュアルレコード賞
- クイーンズスクエア横浜 -1999年BCS賞特別賞。
- 横浜国際平和会議場（パシフィコ横浜） - 神奈川県横浜市西区みなとみらい / 1991年。神奈川県下優良建築物表彰1992年、横浜まちなみ景観賞（1993年）、1993年SDA賞
- ソニックシティ - 1992年日本建築学会霞が関ビル記念賞、1991年都市景観大賞景観形成事例部門、1989年BCS賞